# Alphonse Le Gall
Pour les articles homonymes, voir Le Gall.
Alphonse Le Gall, né le 6 octobre 1931 à Kernouës (Finistère) et mort le 13 mai 2016 à Angers, est un footballeur français des années 1950 et 1960. Durant sa carrière professionnelle, il évolue au poste d'ailier, au Stade rennais, à l'Olympique de Marseille, au SCO Angers et aux Girondins de Bordeaux.

## Carrière
Originaire du Finistère, il commence sa carrière professionnelle à l'âge de vingt ans en rejoignant le Stade rennais, alors seul club breton présent en Division 1. Il devient rapidement titulaire au poste d'ailier gauche et marque dix buts pour sa première saison, dont huit en championnat. Le 10 février 1952, il réalise un exploit, marquant un doublé lors des deux premières minutes du match de D1 opposant le Stade rennais au RC Paris au Parc des Princes face au grand René Vignal. Il se rend en quelque sorte justice, le speaker du stade l'ayant faussement appelé « Le Goff » lors de l'avant-match.
La saison suivante est plus prolifique encore. Le Gall marque treize buts, ce qui fait de lui le meilleur buteur rennais pour la saison 1952-1953. Cette performance n'empêche pas son club d'être relégué en deuxième division. Le Gall terminera son aventure rennaise sur une troisième bonne saison en D2, avec neuf nouvelles réalisations.
En 1954, le Stade rennais restant en D2, Le Gall obtient d'être transféré à l'Olympique de Marseille. Il y restera une saison et demie. Titulaire la première année, il ne l'est plus lors de la seconde, et finit par quitter la cité phocéenne en novembre 1955. Le Gall rejoint alors le SCO Angers où il disputera la majeure partie de sa carrière.
Sa longue période angevine sera ponctuée pendant une saison d'un prêt à Bordeaux. Auparavant, il aura participé à la première montée du SCO en Division 1, dès 1956. Il contribuera à maintenir les Scoïstes à cet échelon jusqu'à la fin de sa carrière, en 1964. Avec eux, Le Gall aura connu plusieurs épopées en Coupe de France. En 1957, il marque le but vainqueur en demi-finale face à ses futurs partenaires des Girondins de Bordeaux, mais lui et son équipe s'inclinent en finale face à Toulouse. Cinq ans plus tard, en 1962, les Angevins parvinrent à atteindre de nouveau les demi-finales, mais devront s'incliner face à l'AS Saint-Étienne, futur vainqueur de la compétition.
Sa carrière professionnelle terminée, il joue toujours, en vétérans dans l'équipe de Notre-Dame des Champs à Angers, aux côtés de Raymond Kopa et Jean Vincent.
Alphonse Le Gall décède le 13 mai 2016, à l'âge de 84 ans.

## Palmarès
- Vice-champion de France de D2 en 1956 avec le SCO Angers
- Finaliste de la Coupe de France en 1957 avec le SCO Angers

## Vie personnelle
Il est le père de Christophe Le Gall, pharmacien, ancien footballeur à Angers SCO, et de Franck Le Gall, médecin de l'équipe de France de football.